# Агнеса Вюртемберзька (1592—1629)
Агнеса Вюртемберзька (нім. Agnes von Württemberg, 7 травня 1592 — 25 листопада 1629) — вюртемберзька принцеса з династії Церінгенів, донька герцога Вюртембергу Фрідріха I та ангальтської принцеси Сибілли, дружина принца Саксен-Лауенбурзького Франца Юлія.

## Біографія
Народилась 7 травня 1592 року у Штутгарті. Була одинадцятою дитиною та четвертою донькою в родині графа Монбельяру Фрідріха Вюртемберзького та його дружини Сибілли Ангальтської. Мала старших братів Йоганна Фрідріха, Людвіга Фрідріха, Юлія Фрідріха та Фрідріха Ахілла та сестер Сибіллу Єлизавету й Єву Крістіну. Інші діти померли в ранньому віці до її народження. Згодом сімейство поповнилося ще двома синами та двома доньками.
Наприкінці літа 1593 року Фрідріх став правлячим герцогом Вюртембергу. Родина оселилася у Штутгартському палаці. Коли Агнесі виповнилося 15 років, батько пішов з життя. Матір більше не одружувалася й мешкала у палаці Леонбергу. У 1614 році вона також померла.
У 28 років Агнеса останньою зі своїх сиблінгів узяла шлюб, ставши дружиною 35-річного принца Саксен-Лауенбурзького Юлія Франца. Весілля відбулося 14 травня 1620 у Штутгарті. Наречений доводився молодшим єдинокровним братом правлячому герцогу Августу та служив при віденському дворі камергером імператора. Згідно договору про успадкування, він мав резиденцією маєток Анкер у Кюзені та отримував 2500 рейхсталерів щорічної ренти.
У подружжя народилося семеро дітей, які померли немовлятами.
Агнеса пішла з життя у Штутгарті 25 листопада 1629 року, за два місяці після народження найменшого сина. Була похована у крипті Колегіальної церкви Штутгарта.
Її удівець більше не одружувався та помер у Відні п'ять років потому.

## Родина
Чоловік — Юлій Франц, принц Саксен-Лауенбурзький
Діти:
- Франциска Марія (17 лютого—28 червня) — прожила 4 місяці;
- Марія Сибілла (1622—1623) — прожила 10 місяців;
- Франц Фрідріх (1623—1625) — прожив 2 роки;
- Франц Юлій (1624—1625) — прожив півтора місяці;
- Йоганна Юліана (31 травня—3 червня 1626) — прожила 4 дні;
- Фердинанд Франц (1628—1629) — прожив 3 місяці;
- Франц Людвіг (17—28 вересня 1629) — прожив 11 днів.